# Bruno Esposito
Bruno Esposito (Terracina, 17 luglio 1959) è un presbitero e giurista italiano, giudice del tribunale ecclesiastico dello Stato Città del Vaticano, già Vice Rettore Accademico della Pontificia Università San Tommaso d'Aquino e Decano della Facoltà di Diritto Canonico presso la medesima Università, e canonista conosciuto a livello internazionale.

## Biografia
Nato il 17 luglio 1959 a Terracina (LT), dove ha svolto tutti gli studi fino alla licenza liceale, conseguita nel 1978. Si iscrive nell’anno accademico 1978-1979 alla facoltà di giurisprudenza dell’Università degli Studi di Roma "La Sapienza" (dove ebbe tra i suoi docenti Sergio Cotta), prima di entrare il 3 aprile del 1979 in pre-noviziato nell’Ordine dei Frati Predicatori (Domenicani), nel Convento di San Domenico (Fiesole), ed emettere la professione religiosa solenne nel 1983 a Firenze.
Ha ricevuto il diaconato per l’imposizioni delle mani di Giacomo Biffi, arcivescovo di Bologna (successivamente creato cardinale) il 16 febbraio 1985, e il presbiterato, nella Basilica di San Marco a Firenze, per le mani di Domenico Pecile, vescovo di Latina-Terracina-Priverno-Sezze, l’8 marzo 1986. Dopo aver conseguito nel 1983 il baccalaureato summa cum laude presso lo Studio filosofico domenicano di Chieri (TO), svolge gli studi teologici in teologia fino al biennio di Licenza presso lo STAB di Bologna. Successivamente si iscrive alla Facoltà di Diritto canonico e consegue nel 1990 la licenza in diritto canonico summa cum laude presso l'Angelicum, dove nel 1995 ha conseguito anche il dottorato summa cum laude.
Dopo vari incarichi all'interno della Pontificia Università San Tommaso d'Aquino, tra i quali quello di Segretario Generale dell’Università nel 1990 al 1996, Presidente del Comitato dei Segretari Generali dei Pontifici Atenei Romani dal 1991 al 1996, Professore nella Facoltà di Diritto Canonico dal 1996, Segretario della stessa Facoltà nel 1998, e Vice Decano nel 2000. Diviene Professore Ordinario nel 2003, e nel 2006 viene nominato Vice Rettore dell'Università e Decano della Facoltà di Diritto Canonico. Dal 1988 al 2020 fece anche parte ininterrottamente del Senato Accademico.
Ha insegnato anche presso la Libera Università Maria Santissima Assunta (LUMSA) di Roma, la Facoltà di Diritto Canonico della Pontificia Università Gregoriana, la Facoltà di Diritto Canonico del Pontificio Istituto Orientale, e la Facoltà di Scienze Politiche della LUSPIO. Ha anche insegnato presso i Seminari diocesani in Olanda, Taiwan, Guam e per  tre anni nei Summer courses a Los Angeles. Autore di centinaia tra monografie, contributi, articoli accademici, e recensioni, è membro dei comitati di redazione o nei collegi dei referee delle riviste accademiche Monitor Ecclesiasticus (2014), Ephemerides Iuris Canonici (2016),Ius Ecclesiae (2018), Periodica (2018), Folia Theologica et Canonica, e Teologia and Kánonjog (2018). Nel 2007, con “Biglietto di nomina” del Segretario del Pontificio Consiglio per i Testi Legislativi, è anche nominato Membro del Consiglio di Redazione della Rivista Communicationes.
Inoltre, dal 2008 al 2021, ha ricoperto per quattro volte il ruolo di Consigliere nel Consiglio Direttivo della Consociatio Internationalis Studio Iuris Canonici Promovendo, la più prestigiosa associazione di diritto canonico. Nel settembre 2022 è eletto Vicepresidente della medesima associazione per il sessennio 2022-2028. Il 6 giugno 2025, viene nominato membro esterno della Società Ungherese di Storia del Diritto Canonico, presso la Pázmány Péter Catholic University di Budapest.
Il 27 luglio 2022, S. E. Fra' John Timothy Dunlap, Luogotenente di Gran Maestro del Sovrano Militare Ordine Ospedaliero di San Giovanni di Gerusalemme di Rodi e di Malta, lo nomina suo Consigliere canonista, promuovendolo a Cappellano Conventuale ad honorem. In data 6 giugno 2023 è confermato direttamente da S. A. E. il Gran Maestro dell’Ordine di Malta, Fra’ John Timothy Dunlap, nel ruolo di Consigliere canonista.

## Incarichi presso la Curia Romana
Referendario del Supremo Tribunale della Segnatura Apostolica dal 2010 su nomina di Benedetto XVI (riconfermato nel 2021 da Papa Francesco), nel 2018 il Pontefice lo nomina Giudice del Tribunale Ecclesiastico del Vicariato della Città del Vaticano. In data 6 marzo 2023, il Santo Padre lo ha riconfermato ad alium quinquennium nell’ufficio.. È consultore di vari dicasteri: Consultore della Congregazione per la Dottrina della Fede (nominato nel 2009 da Benedetto XVI, e confermato da Francesco nel 2014 e nel 2019); Consultore della Congregazione per il Clero (2017); e Consultore del Pontificio Consiglio per i Testi Legislativi (2021). Sempre per le Congregazioni, ha ricoperto gli incarichi di Commissario incaricato a trattare le cause di scioglimento di matrimonio “in favorem fidei” presso la Congregazione per la Dottrina della Fede (2006, riconfermato in aliud quinquennium nel 2011, e nel 2016), e Commissario deputato alla decisione nella Commissione Speciale per la trattazione delle cause di dispensa dagli obblighi decorrenti dall’ordinazione diaconale e sacerdotale della Congregazione per il Clero dal 2012 al 2020.
Ha ricevuto la nomina da Papa Francesco come Audiutorem Secretarii Specialis al III Sinodo Straordinario dei Vescovi sul tema: “Le sfide pastorali sulla famiglia nel contesto dell’evangelizzazione”, e nuovamente l'anno successivo, sempre in qualità di Audiutorem Secretarii Specialis, alla XIV Assemblea Generale Ordinaria del Sinodo dei Vescovi sul tema: “La vocazione e la missione della famiglia nella Chiesa e nel mondo contemporaneo”. Inoltre, dal 2002 è membro della Commissione Giuridica della Conferenza Italiana Superiori Maggiori

## Opere
Autore di numerose monografie, contributi, articoli accademici, e recensioni, pubblicate in Italia ed all'estero. Si riporta qui una selezione:

### Libri
- Il riconoscimento dei titoli accademici ecclesiastici in Italia: studio per la realizzazione di un pieno pluralismo, Roma 1996, pp. 407.
- (a cura) Catalogo dei Professori e Docenti dei Pontifici Atenei Romani, Roma 1996, pp. 397.
- (a cura) Status Personalis: Relatio Triennalis 1992-1995 della Pontificia UniversitàS.Tommaso d’Aquino in Roma, Roma 1996, pp. 335.
- (a cura) “Attuali problemi di interpretazione del Codice di Diritto Canonico”, Atti del Simposio Internazionale in occasione del I Centenario della Facoltà di Diritto Canonico (Roma,24-26 ottobre 1996), Roma 1997, 336 pp.
- (a cura) “Il Codice di Diritto Canonico Latino in Venticinque anni di vita della Chiesa: 1983 gennaio 2008”, numero monografico della Rivista Angelicum (2008) in occasione del XXV dell’entrata in vigore del Codice, pp. 1-401.
- (a cura) “Diversi modelli di autorità presenti nella vita religiosa della Chiesa latina. Riflessioni e prospettive in occasione del XXV Anniversario di promulgazione del Codice di Diritto Canonico”, Atti della Giornata Accademica, Roma, Angelicum 9 aprile 2008, numero monografico della Rivista Angelicum (2008), pp. 909-1242.
- (a cura con altri) CONFERENZA ITALIANA SUPERIORI MAGGIORI, Abusi sessuali compiuti da religiosi, chierici o fratelli nei confronti di minori. L’intervento del Superiore maggiore. Orientamenti. Norme canoniche e civili, Nota a cura dell’Area Giuridica della CISM [edizione aggiornata], in Questioni attuali di Diritto penale canonico, Studi Giuridici XCVI, Città del Vaticano 2012, pp. 287.
- (a cura con altri) CONFERENZA ITALIANA SUPERIORI MAGGIORI – Aria Giuridica (a cura), Questioni attuali per la vita e il governo degli Istituti di Vita Consacrata, Bologna 2015, pp. 216.
- (a cura con altri) CONFERENZA ITALIANA SUPERIORI MAGGIORI – Aria Giuridica (a cura), Questioni attuali per la vita e il governo degli Istituti di Vita Consacrata, Bologna 2017, pp. 240.
- (a cura) P. Erdő, Il Diritto Canonico tra salvezza e realtà sociale. Studi scelti in venticinque anni di docenza e pastorale, Venezia 2021, 784 pp., ISBN 9788865127933.

### Scritti sulle Università e Facoltà Ecclesiastiche
- Titoli accademici ecclesiastici, quando saranno riconosciuti?, in Servizio Informazione Religiosa 80 (1996) 14.
- Verso una riforma delle Facoltà di Diritto canonico ecclesiastiche? Pro e contro in vista di una prossima decisione, in Angelicum 79 (2002) 177-224.
- Le Facoltà di Diritto canonico ecclesiastiche tra passato, presente e futuro, in Angelicum 79 (2002) 909-968.
- Il nuovo piano degli studi delle Facoltà di Diritto canonico, in Il Diritto Canonico nel sapere teologico. Prospettive interdisciplinari, XXX Incontro di Studio, Passo della Mendola 30 giugno – 4 luglio 2003, Milano 2004, pp. 257-291.
- L’adesione della Santa Sede al Processo di Bologna. Sue conseguenze immediate e prospettive future per l’ordinamento degli studi nelle università e facoltà ecclesiastiche, in Folia Canonica 9 (2006) 197-233.
- L’adesione della Santa Sede al “Processo di Bologna” (periodo 2003-2005): sue conseguenze immediate e prospettive future per l’ordinamento degli studi nelle Università e Facoltà ecclesiastiche, in Angelicum 83 (2006) 143-176.
- L’adesione della Santa Sede al “Processo di Bologna”: un’occasione per i centri accademici ecclesiastici per esercitare la carità intellettuale? in L. Leuzzi (a cura), La carità intellettuale. Percorsi culturali per un nuovo umanesimo, Scritti in onore di Benedetto XVI, Città del Vaticano 2007, pp. 103-118.
- Alumnos de Facultades Ecclesiasticas, in Diccionario Generale de Derecho Canónico, Pamplona 2012, vol. I, pp.304-309.
- Instituto de Estudios Superiores, in Diccionario Generale de Derecho Canónico, Pamplona 2012, vol. IV, pp. 644-646.
- Università e Facoltà ecclesiastiche: un secolo di normative da parte della Santa Sede (1917-2017), in Monitor Ecclesiasticus 132 (2017) 635-700.
- Presentación y comentario de la Constitución Apostólica “Veritatis gaudium” y de las “Ordinationes” anejas, sobre las Universidades y Facultades eclesiásticas, in Ius Canonicum 58 (2018) 813-856.
- La nuova Cost. Ap. sulle Università e Facoltà ecclesiastiche e le sue Norme applicative, in Folia Theologica et Canonica 7 (2018) 161-210.
- As Universidades e Faculdades eclesiásticas: do Código de Direito Canônico (1917) à Constituição Apostólica Veritatis gaudium (2017), in Lumen Veritatis 11 (2018) 334-405.
- La Costituzione Apostolica “Veritatis gaudium” e le sue Norme applicative; Istruzione “Gli studi di Diritto Canonico alla luce della riforma del processo matrimoniale”, in Ius Canonicum 20 (2020) 1-62.
- Le Università e Facoltà ecclesiastiche: dal Codice di Diritto Canonico (1917) alla Cost.  Ap. “Veritatis gaudium” (2017), in PONTIFICIA UNIVERSITA’ URBANIANA, Opus humilitatis Iustitia, Studi in memoria del cardinal Velasio De Paolis, in L. Sabbarese (a cura), vol. 2, Città del Vaticano 2020, pp. 41-104.